# Estado del arte
El estado del arte es un anglicismo derivado de la expresión state of the art (literalmente estado del arte), utilizado para la investigación-acción. La expresión inglesa se puede traducir al español también como «puntero», «lo último» o «[lo más] avanzado»; por ejemplo, state of the art technology se traduce dentro del contexto cultural hispano, es decir, no literal, como «tecnología punta», «lo último en tecnología» o «tecnología de vanguardia».
En el ámbito de la investigación científica, el SotA (por sus siglas en inglés) hace referencia al estado último de la materia en términos de I+D, refiriéndose incluso al límite de conocimiento humano público sobre la materia.
Dentro del ambiente tecnológico industrial, se entiende como "estado del arte", "estado de la técnica" o "estado de la cuestión", todos aquellos desarrollos de última tecnología realizados a un producto, que han sido probados en la industria y han sido acogidos y aceptados por diferentes fabricantes.
En inglés, la frase va unida con guiones cuando se utiliza como adjetivo: This machine is an example of state-of-the-art technology. En español no se cumple esta convención, aunque puede aplicarse de igual manera.
En el campo de la propiedad industrial, en especial en el campo de las patentes, se suele denominar Estado de la Técnica o "prior art". Se define mediante todo aquello que ha sido publicado, ya sea en el país donde se busca la patente o en todo el mundo, antes de la fecha de solicitud de la patente, lo cual permite determinar la novedad de la invención a patentar.

## Uso en español
El Diccionario panhispánico de dudas, desaconseja el uso de la expresión "estado del arte”. 

Estado del arte. Calco censurable del inglés state of the art: «Se tendrá la inestimable ocasión de ver allí [...] los desarrollos más avanzados, el estado del arte de nuestras variadas tecnologías» (Abc [Esp.] 12.7.96). En español, se recomienda sustituirlo por las expresiones estado o situación actual, últimos avances o estado de la cuestión, según los casos.

## Tesis doctorales
Dentro de un escrito académico técnico (y por calco del lenguaje académico que se nutre del inglés), se denomina estado del Arte a la base teórica sobre la que se sustenta el escrito, o la cual se rebate en el desarrollo posterior en el escrito y que forma parte introductoria del mismo. Es frecuente que el segundo capítulo de una tesis doctoral en ingenierías se denomine "Estado del arte" donde se hace un repaso de las técnicas relacionadas con dicha tesis doctoral. Este capítulo es fundamental para explicar los aportes al conocimiento que realiza la tesis al estado del conocimiento actual.
El origen de la expresión, muy probablemente, se debe a Aristóteles en el libro primero de Metafísica, donde clasifica el conocimiento en ciencia, arte y experiencia. 
- La ciencia busca el conocimiento por la mera curiosidad innata del ser humano. De hecho el libro primero de Metafísica de Aristóteles comienza con su famosa frase «Todos los hombres tienen por naturaleza el deseo de saber» (Elcho Pan, 1988:45). La ciencia no busca ninguna utilidad en la búsqueda del conocimiento, sino satisfacer la propia curiosidad innata del ser humano. Así pues son ciencias la filosofía, las matemáticas, la física, la biología, la química, etc.
- El arte, a diferencia de la ciencia, busca una utilidad a la búsqueda del nuevo conocimiento, cómo hacer mejores puentes con un menor coste de materiales y fabricación, cómo curar ciertas enfermedades o cómo poner un hombre en la luna. Así pues, según la clasificación aristotélica, arte es la medicina, la arquitectura, la informática y el resto de ingenierías, pero también la música, la poesía, la pintura, etc. Sin embargo, son estas últimas las que se han adueñado en la actualidad del término y son las que todo el mundo entiende por arte.
- Finalmente, Aristóteles se refiere a la experiencia como el conocimiento que poseen los diferentes oficios, pescador, agricultor, carpintero, etc.

Esto explica que en las tesis doctorales realizadas en ciencias, dicho capítulo se llame Estado de la Ciencia y en ingenierías en general Estado del arte.